# يعقوب البرادعي
يعقوب البرادعي قديس سرياني مكرم في الكنائس الأرثوذكسية المشرقية، اسمه الحقيقي يعقوب بار (ابن) ثيوفيلوس. سمي البرادعي بسبب لباس الشحاذين المهترئ الذي كان يلبسه (براذع) من أجل إخفاء مكانته من أعين السلطات في فترة اضطهاد المسيحيين الذين رفضوا مجمع خلقيدونية، حيث كان يقوم برحلات سرية في سوريا وبلاد الرافدين.
في النصف الأول من القرن السادس ضعفت الكنيسة السريانية التي كانت توصف بالمونوفيزية من قبل أتباع مجمع خلقيدونية حينئذ بسبب الخلافات الداخلية ومعارضة الإمبراطور جستنيان الأول وكادت تنقرض خاصة مع موت بطريركها سويريوس سنة 538. وبدعم من الإمبراطورة ثيودورا أصبح يعقوب أسقفاً عاماً للرها وسوريا وآسيا الصغرى في 543 بوضع اليد من قبل بطريرك الأسكندرية ثاودوسيوس. عقب رسامته راح يعقوب يجول بلدان الشرق الأوسط خلال فترة 37 سنة فمر على بلاد الشام وغرب الإمبراطورية الفارسية ومصر وحتى أرمينيا وتمكن خلال أسفاره من رسامة سبعة وعشرين أسقفاً لاخلقيدونياً إضافة لرسامة قساوسة وشمامسة تقدر مصادر الكنيسة السريانية عددهم بالآلاف. بفضل نشاطه الكبير أنعش كنيسته التي بدت عندها كطائفة على وشك الموت. وبسبب بروزه سمي أتباع الكنيسة السريانية باليعاقبة مع العلم بأنهم يرفضون هذه التسمية حيث يعتبرون البرادعي أحد قديسي كنيستهم ولكن ليس مؤسسها.

## مواضيع ذات صلة
- الكنيسة السريانية الأرثوذكسية
- الكنيسة المسيحية السريانية اليعقوبية